# Bún chả
A bún chả egy grillezett sertéshúsból és tésztából készült vietnámi étel, amelyet a vietnámi Hanoiból származtatnak.
A bún chả-t általában grillezett sertéshússal (chả) tálalják egy rizstésztával (bún) és gyógynövényekkel. 
Receptjét 1959-ben jegyezte le Vu Bang a vietnami ételíró (1913–1984). 
Hanoi első bún chả étterme a Hoàn Kiếm kerület Gia Ngư városrészében volt, Hanoi óvárosában.

## Összetevői

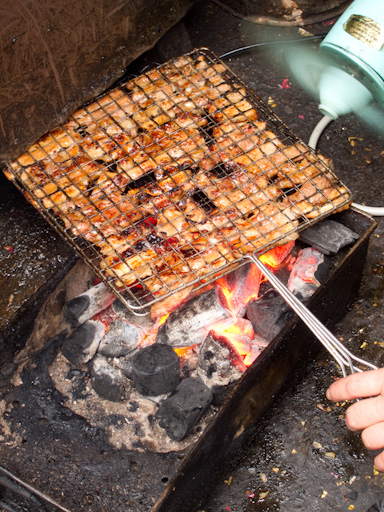
Sertéshús grillezése bún chả-hoz

A Bún chả számos összetevőből áll, amelyek a következők:
1. A húshoz: darált sertéshús 
2. cérnametélt
3. Mártogatós szósz: cukorral, citromlével, ecettel, nátrium-glutamáttal hígított halszósz
4. Zöldségek: káposzta, bazsalikom, babcsíra, fokhagyma, lime
5. vietnami balzsam (kinh giới)

## Fordítás
Ez a szócikk részben vagy egészben  a   Bun cha című angol Wikipédia-szócikk fordításán alapul.  Az eredeti cikk szerkesztőit annak laptörténete sorolja fel. Ez a jelzés csupán a megfogalmazás eredetét és a szerzői jogokat jelzi, nem szolgál a cikkben szereplő információk forrásmegjelöléseként.